# 라리가 플레이오프전 2011
라리가 플레이오프전 2011(스페인어: Playoff de ascenso a Primera División 2011)은 2011년 6월에 진행되었다. 이 플레이오프전은 1986-87 시즌 이래 2부 리그 구단들 간의 플레이오프전이 치러진 1번째 시즌이며, 1부와 2부 리그 간의 맞대결로 치른 1998-99 시즌 이래 처음으로 치러지는 플레이오프전이다. 신설된 승격 플레이오프전은 라리가 2011-12에 참가할 마지막 한 구단을 결정하기 위해 진행되었다. 이 시즌에 2군을 제외하고 3위에서 6위를 차지한 구단들이 참가했다.
5위를 차지한 구단은 4위를, 6위를 차지한 구단은 3위를 상대했다. 토너먼트전에서 동률을 이룰 경우 연장전을 치렀고, 그래도 동률이면 승부차기를 통해 승자를 가렸다. 준플레이오프 1차전은 2011년 6월 8일과 9일에 치러졌고, 2차전 경기는 2011년 6월 11일과 12일에 리그에서 더 좋은 성적을 낸 구단의 안방에서 치러졌다. 결선 플레이오프전 또한 두 경기로 진행되었고, 1차전은 2011년 6월 15일에, 2차전은 2011년 6월 18일에 더 좋은 리그 성적을 낸 구단의 안방에서 치러졌다. 엘체와 그라나다가 결선에 진출했고, 그라나다가 35년 만에 라 리가 승격에 성공했는데, 안달루시아 연고 구단은 26년 동안 세군다 디비시온 B와 테르세라 디비시온을 전전했다. 셀타 비고와 레알 바야돌리드는 준플레이오프전에서 탈락했다. 바르셀로나 B는 바르셀로나의 2군임에 따라 플레이오프전에 참가할 수 없었다.

## 승격 플레이오프전까지의 행보

### 리그 순위
| 순위 | 팀           | 경기 | 승 | 무 | 패 | 득 | 실 | 차  | 승점 | 통과                   |
| ---- | ------------ | ---- | -- | -- | -- | -- | -- | --- | ---- | ---------------------- |
| 3    | 바르셀로나 B | 42   | 20 | 11 | 11 | 85 | 62 | +23 | 71   |                        |
| 4    | 엘체         | 42   | 18 | 15 | 9  | 55 | 42 | +13 | 69   | 승격 플레이오프전 진출 |
| 5    | 그라나다     | 42   | 18 | 14 | 10 | 71 | 47 | +24 | 68   | 승격 플레이오프전 진출 |
| 6    | 셀타 비고    | 42   | 17 | 16 | 9  | 62 | 43 | +19 | 67   | 승격 플레이오프전 진출 |
| 7    | 바야돌리드   | 42   | 19 | 9  | 14 | 65 | 51 | +14 | 66   | 승격 플레이오프전 진출 |

1. ↑  바르셀로나 B는 바르셀로나의 2군임에 따라 승격 플레이오프전에 참가하지 못했고,[2] 따라서 7위에게 마지막 플레오프 진출권 자격이 주어졌다.

### 엘체
엘체는 셀타 비고와 함께 라요 바예카노에 이어 두 번째로 플레이오프전 진출권을 확보한 구단으로 2011년 5월 22일에 헤레스와의 경기에서 3-0으로 이겨 참가할 수 있게 되었다. 엘체는 당시 세군다 디비시온에 가장 오래 머문 구단이었다. 엘체는 3월 1일까지 중위권의 행보를 이어나갔지만, 이후로 10승 4무 2패로 총 48점 중 34점을 추가하여 대도약에 성공했다. 결국, 그라나다가 마지막 경기에서 비기고 엘체가 헤레스(헤레스 또한 바야돌리드가 알코르콘과의 경기에서 패할 경우 산술적으로 플레이오프전 진출 가능성이 있었다)를 상대로 4-1 대승을 거두면서 승격 플레이오프전에 참가하는 구단들 중 순위가 가장 높아 2차전 경기를 모두 안방에서 치르는 것이 확정되었다. 엘체가 마지막으로 라 리가에 참가한 시즌은 1988-89 시즌으로 1971년부터 1973년까지와 1984-85 시즌, 1988-89 시즌을 제외하고 1959년부터 1978년까지 2부 리그에 속해 있었다. 엘체는 역대 라 리가 순위에서 23위를 기록하고 있다. 엘체는 1999-2000 시즌을 기점으로 세군다 디비시온에 속해 있다.
엘체의 순위 변동표
| 라운드 | 01 | 02 | 03 | 04 | 05 | 06 | 07 | 08 | 09 | 10 | 11 | 12 | 13 | 14 | 15 | 16 | 17 | 18 | 19 | 20 | 21 | 22 | 23 | 24 | 25 | 26 | 27 | 28 | 29 | 30 | 31 | 32 | 33 | 34 | 35 | 36 | 37 | 38 | 39 | 40 | 41 | 42 |
| ------ | -- | -- | -- | -- | -- | -- | -- | -- | -- | -- | -- | -- | -- | -- | -- | -- | -- | -- | -- | -- | -- | -- | -- | -- | -- | -- | -- | -- | -- | -- | -- | -- | -- | -- | -- | -- | -- | -- | -- | -- | -- | -- |
| 순위   | 8  | 5  | 10 | 13 | 12 | 15 | 11 | 11 | 10 | 11 | 12 | 10 | 13 | 13 | 9  | 7  | 7  | 8  | 10 | 10 | 10 | 10 | 12 | 12 | 10 | 13 | 9  | 7  | 6  | 5  | 5  | 6  | 5  | 5  | 5  | 6  | 6  | 4  | 3  | 5  | 5  | 4  |
| 결과   | 승 | 승 | 패 | 패 | 무 | 패 | 승 | 무 | 승 | 패 | 무 | 무 | 무 | 무 | 승 | 승 | 무 | 무 | 패 | 무 | 무 | 무 | 패 | 승 | 승 | 패 | 승 | 승 | 승 | 승 | 승 | 패 | 승 | 무 | 승 | 패 | 승 | 승 | 무 | 무 | 무 | 승 |

### 그라나다
그라나다는 비야레알 B와의 2011년 5월 20일 로스 카르메네스 안방에서 3-0으로 이기면서 승격 플레이오프전에 가장 먼저 진출한 구단이다. 그라나다는 하부 리그에서 22년을 보낸 끝에 이 시즌에 세군다 디비시온 B에서 2부로 승격되어 이 시즌에 정규 리그에서 훌륭한 행보를 이어나갔는데, 후반 시즌의 주요 경기를 안방에서 치러 플레이오프전 진출에 성공했다. 그라나다는 레크레아티보와의 마지막 경기에서 득점 없이 비기며 5위를 차지했다. 그라나다가 라 리가에 참가한 마지막 시즌은 1975-76 시즌으로 총 17년을 1부 리그에 속해 있었다: 1941년부터 1945년, 1957년에서 1961년, 1966-67 시즌, 그리고 가장 오래 1부 리그에 속해 있던 1968년부터 1976년. 그라나다는 역대 라 리가 순위 26위이다. 이 시즌은 그라나다의 22년 만의 2부 리그 시즌이기도 하다.
그라나다의 순위 변동표
| 라운드 | 01 | 02 | 03 | 04 | 05 | 06 | 07 | 08 | 09 | 10 | 11 | 12 | 13 | 14 | 15 | 16 | 17 | 18 | 19 | 20 | 21 | 22 | 23 | 24 | 25 | 26 | 27 | 28 | 29 | 30 | 31 | 32 | 33 | 34 | 35 | 36 | 37 | 38 | 39 | 40 | 41 | 42 |
| ------ | -- | -- | -- | -- | -- | -- | -- | -- | -- | -- | -- | -- | -- | -- | -- | -- | -- | -- | -- | -- | -- | -- | -- | -- | -- | -- | -- | -- | -- | -- | -- | -- | -- | -- | -- | -- | -- | -- | -- | -- | -- | -- |
| 순위   | 20 | 22 | 21 | 17 | 16 | 14 | 10 | 10 | 12 | 8  | 9  | 7  | 8  | 10 | 11 | 9  | 8  | 7  | 8  | 7  | 6  | 5  | 5  | 4  | 4  | 4  | 4  | 4  | 5  | 6  | 7  | 5  | 6  | 6  | 6  | 5  | 5  | 3  | 4  | 3  | 4  | 5  |
| 결과   | 패 | 패 | 패 | 승 | 무 | 승 | 승 | 무 | 무 | 승 | 패 | 승 | 패 | 무 | 무 | 승 | 무 | 승 | 패 | 무 | 승 | 승 | 승 | 승 | 무 | 승 | 패 | 패 | 무 | 무 | 무 | 승 | 패 | 승 | 무 | 승 | 승 | 승 | 패 | 승 | 무 | 무 |

### 셀타 비고
셀타 비고는 2011년 5월 21일, 엘체와의 경기에서 2-2로 비기며 엘체와 함께 플레이오프전 진출권을 확보한 두 번째 구단이었는데, 전날 라요 바예카노가 헤레스를 3-0으로 이기면서 가장 먼저 플레이오프전 진출권을 확보했다. 셀타 비고는 과거에 라 리가에서 명성을 떨치던 구단으로 손꼽히는데 10년 전 "에우로셀타" 시절 유럽대항전에서도 인상적인 활약을 선보였다: 벤피카에 7-0, 유벤투스에 4-0으로 이겼고, UEFA 챔피언스리그에서는 산 시로에서 밀란을 꺾었고, 2006-07 시즌에는 UEFA컵에서 16강에 올랐지만, 같은 시즌에 라 리가에서 세군다 디비시온으로 떨어지며 재정난에 시달렸다. 2010-11 시즌에는 비상하여 베티스와 라요 바예카노와 함께 즉시 승격 자리를 경합하기도 했는데, 선두나 2위를 달리기도 했고, 2월 28일까지는 단 2패만을 허용했다. 엘체와 대조되게 3월을 기점으로 셀타의 성적은 주춤하기 시작했는데, 2승 7무 7패로, 총 48점의 승점 중 13점을 수확하는 데에 그쳤다. 그러나 비축한 승점이 많았기에, 몇 차례 무승부와 알바세테전 승리로 승격 플레이오프전 진출 자리에서 벗어나지 않았다. 결국 구단은 카르타헤나와의 경기를 3-0 승리로 장식해 리그를 6위로 마감하였다. 셀타가 참가한 마지막 라 리가 시즌은 2006-07 시즌으로 이전까지 46시즌 동안 1부 리그에서 보냈다. 1939년부터 1959년까지는 1944-45 시즌과 1969년부터 1975년 제외, 1976-77 시즌, 1978-89 시즌, 1982-83 시즌, 1985-86 시즌, 1987년부터 1990년, 그리고 2004-05 시즌을 제외한 1992년에서 2007년까지의 황금기. 셀타 비고는 역대 라 리가 순위 12위이다. 셀타 비고는 라 리가에서 강등당한 2007년 이래 세군다 디비시온에 속해 있었다.
셀타 비고의 순위 변동표
| 라운드 | 01 | 02 | 03 | 04 | 05 | 06 | 07 | 08 | 09 | 10 | 11 | 12 | 13 | 14 | 15 | 16 | 17 | 18 | 19 | 20 | 21 | 22 | 23 | 24 | 25 | 26 | 27 | 28 | 29 | 30 | 31 | 32 | 33 | 34 | 35 | 36 | 37 | 38 | 39 | 40 | 41 | 42 |
| ------ | -- | -- | -- | -- | -- | -- | -- | -- | -- | -- | -- | -- | -- | -- | -- | -- | -- | -- | -- | -- | -- | -- | -- | -- | -- | -- | -- | -- | -- | -- | -- | -- | -- | -- | -- | -- | -- | -- | -- | -- | -- | -- |
| 순위   | 17 | 10 | 7  | 6  | 3  | 2  | 1  | 2  | 2  | 2  | 3  | 3  | 3  | 3  | 3  | 3  | 3  | 2  | 2  | 2  | 2  | 3  | 2  | 2  | 1  | 1  | 1  | 2  | 3  | 3  | 3  | 3  | 4  | 3  | 3  | 3  | 4  | 6  | 5  | 6  | 6  | 6  |
| 결과   | 패 | 승 | 승 | 승 | 승 | 승 | 승 | 무 | 무 | 무 | 무 | 패 | 승 | 무 | 승 | 무 | 승 | 승 | 승 | 무 | 승 | 무 | 승 | 무 | 승 | 승 | 패 | 패 | 패 | 무 | 패 | 무 | 패 | 승 | 무 | 무 | 패 | 무 | 무 | 무 | 패 | 승 |

### 바야돌리드
바야돌리드는 플레이오프행 막차를 탄 구단으로 알코르콘과의 2011년 6월 4일 최종전에서 2-0으로 이기면서 진출을 확정지었다. 바야돌리드는 역사적인 라 리가 구단이나, 전 시즌 최종전에 바르셀로나의 우승 확정 제물이 되면서 강등되었다. 바야돌리드는 2010-11 시즌에 갈지자 행보를 보였다: 처음 12번의 경기에서 플레이오프전 진출권의 우수한 성적을 냈지만 연전연패를 거듭하면서 강등권까지 추락했지만, 24라운드에서 반등에 성공해 다시 순위가 상승했다. 바야돌리드는 우에스카(플레이오프전 진출을 위해 승점 1점이 더 필요한 상황이었다)와의 41라운드 경기에서 패했고, 최종전에서 헤레스가 엘체를 이길 경우 플레이오프전에 진출할 수 없었지만, 승리하였다. 바야돌리드가 마지막으로 1부 리그에 참가한 시즌은 2009-10 시즌으로 40년을 1부 리그에서 보냈다. 1948년부터 1964년까지 중 1958-59 시즌, 1961-62 시즌 제외, 1980년부터 2004년까지 중 1992-93 시즌 제외, 그리고 2007년부터 2010년까지. 바야돌리드는 역대 라 리가 순위 13위이다. 바야돌리드는 이 시즌에 세군다 디비시온에 합류했다.
바야돌리드의 순위 변동표
| 라운드 | 01 | 02 | 03 | 04 | 05 | 06 | 07 | 08 | 09 | 10 | 11 | 12 | 13 | 14 | 15 | 16 | 17 | 18 | 19 | 20 | 21 | 22 | 23 | 24 | 25 | 26 | 27 | 28 | 29 | 30 | 31 | 32 | 33 | 34 | 35 | 36 | 37 | 38 | 39 | 40 | 41 | 42 |
| ------ | -- | -- | -- | -- | -- | -- | -- | -- | -- | -- | -- | -- | -- | -- | -- | -- | -- | -- | -- | -- | -- | -- | -- | -- | -- | -- | -- | -- | -- | -- | -- | -- | -- | -- | -- | -- | -- | -- | -- | -- | -- | -- |
| 순위   | 3  | 2  | 1  | 5  | 7  | 8  | 7  | 6  | 7  | 5  | 6  | 5  | 6  | 7  | 6  | 10 | 11 | 12 | 12 | 11 | 12 | 15 | 16 | 14 | 14 | 12 | 12 | 11 | 13 | 11 | 9  | 9  | 7  | 7  | 7  | 7  | 7  | 7  | 7  | 7  | 7  | 7  |
| 결과   | 승 | 승 | 승 | 패 | 무 | 무 | 무 | 승 | 패 | 승 | 패 | 승 | 패 | 패 | 무 | 패 | 패 | 무 | 패 | 승 | 패 | 패 | 패 | 승 | 승 | 승 | 무 | 승 | 패 | 승 | 승 | 무 | 승 | 승 | 무 | 승 | 무 | 승 | 패 | 승 | 패 | 승 |

## 경기
|  | 준플레이오프전 | 준플레이오프전 | 준플레이오프전 | 준플레이오프전 | 준플레이오프전 |   |   | 결선 플레이오프전 | 결선 플레이오프전 | 결선 플레이오프전 | 결선 플레이오프전 | 결선 플레이오프전 |
|  |                |                |                |                |                |   |   |                   |                   |                   |                   |                   |
|  | 6              | 셀타 비고      | 1              | 0              | 1 (4)          |   |   |                   |                   |                   |                   |                   |
|  | 5              | 그라나다 (승)  | 0              | 1              | 1 (5)          |   |   |                   |                   |                   |                   |                   |
|  |                |                |                |                |                |   | 5 | 그라나다 (원)     | 0                 | 1                 | 1                 |                   |
|  |                | 4              | 엘체           | 0              | 1              | 1 |   |                   |                   |                   |                   |                   |
|  | 7              | 바야돌리드     | 1              | 1              | 2              |   |   |                   |                   |                   |                   |                   |
|  | 4              | 엘체           | 0              | 3              | 3              |   |   |                   |                   |                   |                   |                   |

### 준플레이오프전
| 팀 1       | 합계         | 팀 2     | 1차전 | 2차전 |
| ---------- | ------------ | -------- | ----- | ----- |
| 셀타 비고  | 1–1 (4–5 승) | 그라나다 | 1–0   | 0–1   |
| 바야돌리드 | 2–3          | 엘체     | 1–0   | 1–3   |

1차전
| 셀타 비고 | 1 – 0                         | 그라나다 |
| --------- | ----------------------------- | -------- |
| 미추 78′  | (리포트) 생중계: 골 T/C+ 리가 |          |

| 바야돌리드 | 1 – 0                    | 엘체 |
| ---------- | ------------------------ | ---- |
| 게라 59′   | (리포트) 생중계: C+ 리가 |      |

2차전
| 그라나다     | 1 – 0 (연) (합계 1 – 1)       | 셀타 비고 |
| ------------ | ----------------------------- | --------- |
| 오레야나 21′ | (리포트) 생중계: 골 T/C+ 리가 |           |
| 승부차기     |                               |           |
|              | 5 – 4                         |           |

| 엘체                         | 3 – 1 (합계 3 – 2)       | 바야돌리드   |
| ---------------------------- | ------------------------ | ------------ |
| 알바카르 44′, 45′ · 앙헬 57′ | (리포트) 생중계: C+ 리가 | 22′ 오스카르 |

### 결선 플레이오프전
| 팀 1     | 합계     | 팀 2 | 1차전 | 2차전 |
| -------- | -------- | ---- | ----- | ----- |
| 그라나다 | 1–1 (원) | 엘체 | 0–0   | 1–1   |

1차전
| 그라나다 | 0 – 0                               | 엘체 |
| -------- | ----------------------------------- | ---- |
|          | (리포트) 생중계: 골 T/C+ 리가/카날+ |      |

2차전
| 엘체         | 1 – 1 [ 합계 1 – 1 (원)]            | 그라나다   |
| ------------ | ----------------------------------- | ---------- |
| 추메트라 82′ | (리포트) 생중계: 골 T/C+ 리가/카날+ | 28′ 이갈로 |

### 승격
| 라 리가 승격            |
| ----------------------- |
| 그라나다 35년 만에 승격 |